# 小行星5322
小行星5322（5322 Ghaffari）是一颗围绕太阳公转的小行星。1986年8月26日，亨利·德波鸿诺在拉西拉天文台发现了此天体。
这颗小行星的绝对星等为219.3936847880453等。